# 승자총통
승자총통(勝字銃筒)은 조선시대의 총통 가운데 개인 휴대용 화기를 말한다. 만력기묘명승자총통이라고도 부르는데, 글자 그대로 명나라 만력 7년인 1579년에 제작된 것이다.
조선시대 총통을 부를 때, 천·지·현·황 등 천자문의 순서에 따라 크기 순으로 이름을 정하는 데, 이 승자총통에서 ‘승’자를 택한 이유는 불문명하다. 이런 승자총통은 조선 선조 8년부터 선조 11년까지 전라좌수사와 경상병사를 지낸 김지(金墀)가 개발한 조선시대의 대표적인 휴대 화기다. 세종 때 만들어진 조선의 독창적인 소총의 단점을 개량하여 발전시킨 것으로 총의 부리를 길게 하여 사거리를 늘리고 명중률을 높였다. 대형 화기가 해상전에 주로 사용된 것에 비하여 이 승자총통은 주로 육상에서 사용되어 북방의 여진족을 물리치는 데에 크게 기여하였다. 특히 승자총통은 선조 16년 여진족 니탕개의 난을 평정하는 데에 결정적인 역할을 한 화기였다. 일반적으로 부리로 화약과 철탄을 장전하고 약선혈에 불을 붙여 발사하였다. 발사물은 총통과 유사하여 피령목전과 철탄 15개 정도이며, 사거리는 600보 정도였다고 한다. 문헌에는 대승자총통·차승자총통·소승자총통·별승자총통·쌍자총통 등이 있었던 것으로 전한다.

## 참고 문헌
본 문서에는 서울특별시에서 지식공유 프로젝트를 통해 퍼블릭 도메인으로 공개한 저작물을 기초로 작성된 내용이 포함되어 있습니다.